# Aydan (nombre)
Aydan (también Aydán y Aidan) es un nombre de pila masculino de origen guanche e irlandés. También se trata de un nombre y apellido turco y azerí.
El nombre masculino irlandés se deriva del nombre Aodhán, que a su vez deriva de Aodh. El nombre personal Aodh significa "ardiente" y/o "portador de fuego" y era el nombre del dios celta del sol (Aed).
Anteriormente común solo en Irlanda y Escocia, el nombre y sus variantes se han vuelto populares en Inglaterra, Estados Unidos y Canadá. Aidan ha sido el 57° nombre más popular en los Estados Unidos desde el comienzo del año 2000, otorgado a más de 62 000 niños, mientras que Aiden en el puesto 66, se ha utilizado en más de 51 000 niños. Otras variantes son un poco menos populares, como Hayden (88.º), Ayden (189.º), Aden (333.º), Aydan (808.º) y Aydin (960.º), según el United States Social Security Database. "Aidan/Aiden" fue el nombre de niño más popular en Canadá en 2007.
El nombre masculino guanche se puede traducir aproximadamente como "aquel que vive bajo el agua". Está relacionado con otro nombre de pila canario, Aday.
El nombre femenino turco y azerbaiyano literalmente significa "de la luna" ("ay": luna, y -dan es un sufijo que significa "de"). Figurativamente, significa hecha de la luna o la que viene de la luna.
- Datos: Q792862
- Multimedia: Aydan (given name) / Q792862